# Cordia oncocalyx
Cordia oncocalyx är en strävbladig växtart som beskrevs av F. Allem.. Cordia oncocalyx ingår i släktet Cordia, och familjen strävbladiga växter. Inga underarter finns listade i Catalogue of Life.